# Bělušice (Boêmia Central)
Bělušice é uma comuna checa localizada na região da Boêmia Central, distrito de Kolín.